# Borrelia
Borrelia is een geslacht van relatief grote, spiraalvormige bacteriën uit de groep van de spirocheten. Het geslacht is vernoemd naar de Franse bioloog Amédée Borrel (1867–1936).
Van de 52 bekende soorten uit dit geslacht zijn er 21, waaronder Borrelia burgdorferi, die allen de ziekte van Lyme kunnen veroorzaken; 29 soorten behoren tot een andere groep die koortsende ziekten kunnen veroorzaken, en twee andere soorten behoren tot een derde subgroep die reptielen kunnen infecteren.